# Anitta (chanteuse)
Cet article concerne la chanteuse. Pour le roi hittite, voir Anitta.
Anitta, de son vrai nom Larissa de Macedo Machado (née le 30 mars 1993 à Rio de Janeiro,,,), est une chanteuse, compositrice, danseuse, mannequin, actrice, femme d'affaires et présentatrice brésilienne. Elle connaît la célébrité au Brésil et au Portugal, ainsi que dans d'autres régions lusophones (comme l'Angola et le Mozambique), avec la sortie de son single Show das Poderosas en 2013,. Elle est surnommée « Reine de la pop brésilienne »,,.
Après avoir connu un succès commercial national avec son premier single professionnel Meiga e Abusada en 2012, elle signe un contrat d'enregistrement avec Warner Music Brasil en janvier 2013. En juillet de la même année, elle sort son premier album, Anitta, qui produit quatre singles à succès dans les charts locaux et est certifié platine. Son deuxième album studio, Ritmo Perfeito (2014), connait également un succès commercial mineur dans le pays, et a été accompagné de la sortie de son premier album live Meu Lugar, le même jour. En 2015, elle sort son troisième album studio intitulé Bang, qui est certifié platine et engendre quatre singles à succès Deixa Ele Sofrer, la chanson-titre Bang, Essa Mina é Louca et Cravo Canela,.
Entre 2016 et 2018, Anitta collabore avec de nombreux artistes internationaux tels que Nile Rodgers, Maluma, Iggy Azalea, Major Lazer, Alesso et J Balvin, entre autres. En 2017, elle sort sa première chanson en espagnol, Paradinha, qui catapulte sa transition partielle vers la pop latino et le reggaeton en espagnol. Sa collaboration la même année avec le chanteur colombien J Balvin, Downtown, est devenue sa chanson phare dans plusieurs marchés hispanophones. En 2019, elle participe à plusieurs collaborations avec des artistes tels que Madonna, Sofía Reyes, Rita Ora, Luis Fonsi, Ozuna et Black Eyed Peas. Elle reçoit ensuite des critiques élogieuses pour son quatrième album visuel trilingue, Kisses, qui lui vaut une nomination pour le Latin Grammy Awards du meilleur album de musique urbaine. Trois mois plus tard, son single en espagnol Envolver, sorti fin 2021, de son cinquième album studio Versions of Me (2022), prend la tête du classement Global Top 50 sur Spotify,Youtube et Deezer, faisant d'Anitta la première artiste brésilienne et latino-américaine à le faire avec une chanson solo,. Anitta est toujours classée 1re au classement Billboard Global Excl. U.S. et 2e au classement Billboard Global 200, étant la première artiste brésilienne à diriger un classement musical mondial.
Anitta est nommée révélation de l'année dans la musique en 2013 par l'Associação Paulista de Críticos de Arte (APCA). Elle reçoit de nombreuses distinctions et plusieurs nominations aux NRJ Music Awards, Multishow Brazilian Music Award, Latin Grammy Awards, Latin American Music Awards, Latin Music Italian Awards, Billboard Latin Music Awards et Premios Lo Nuestro. Anitta remporte sept MTV Europe Music Awards et devient la première artiste brésilienne à remporter le prix du meilleur acte latino-américain. En 2017, elle est classée comme l'une des célébrités les plus influentes sur les réseaux sociaux selon Billboard,. En 2022, Anitta devient la première artiste brésilienne à remporter une catégorie des MTV Video Music Awards et des American Music Awards. Elle est également la première Brésilienne à se produire lors des deux émissions,. Obtenant plusieurs certifications internationales de ventes et plusieurs nominations à divers prix dans le monde entier, Anitta est nommée aux Grammy Awards pour la première fois dans les principales catégories en tant que meilleure nouvelle artiste aux Grammy Awards 2023,.

## Biographie

### Jeunesse
Anitta est née et a grandi dans le quartier de Honório Gurgel, qui a l'un des plus bas IDH de la ville de Rio de Janeiro,. Elle est la plus jeune fille de Míriam Macedo et Mauro Machado. Larissa a une enfance pauvre et est élevée par des parents divorcés, sa mère obtenant la garde,.
Elle commence sa carrière de chanteuse à l'âge de 8 ans, lorsque, après l'insistance de ses grands-parents maternels, elle a commencé à chanter dans le chœur de la paroisse Santa Luzia, située dans son quartier. À 11 ans, elle a suivi ses premiers cours d'anglais et montrait déjà des signes de poursuite d'une carrière académique, ainsi qu'une intelligence supérieure à la moyenne. Plus tard, elle a reçu des cours de danse gratuits dispensés par le professeur de sa mère. Lorsqu'elle était au lycée, elle a terminé un cours technique en administration publique après avoir obtenu son diplôme de l'une des écoles publiques les plus prestigieuses du pays, l'école Dom Pedro II,. Un an plus tard, elle a décidé de poursuivre une carrière artistique. Cette même année, elle a remporté le prix de « Meilleur nouvel artiste » décerné par l'Associação Paulista de Críticos de Arte, le principal organisme culturel du Brésil.
Le nom de scène d'Anitta est inspiré par le personnage d'Anita, du livre Presença de Anita, adapté en telenovela par Rede Globo en 2001. Elle pensait que le personnage était « incroyable » car « [elle] pourrait être sexy sans avoir l'air vulgaire, fille et femme en même temps ».
Anitta est polyglotte. En plus de sa langue maternelle - le portugais - elle parle couramment l'anglais et l'espagnol,. Elle a également un niveau avancé en italien et un niveau intermédiaire en français,,. De plus, elle a suivi des cours de japonais et prévoit d'apprendre le coréen,,.

### Checkmateet carrière solo (2017–2018)

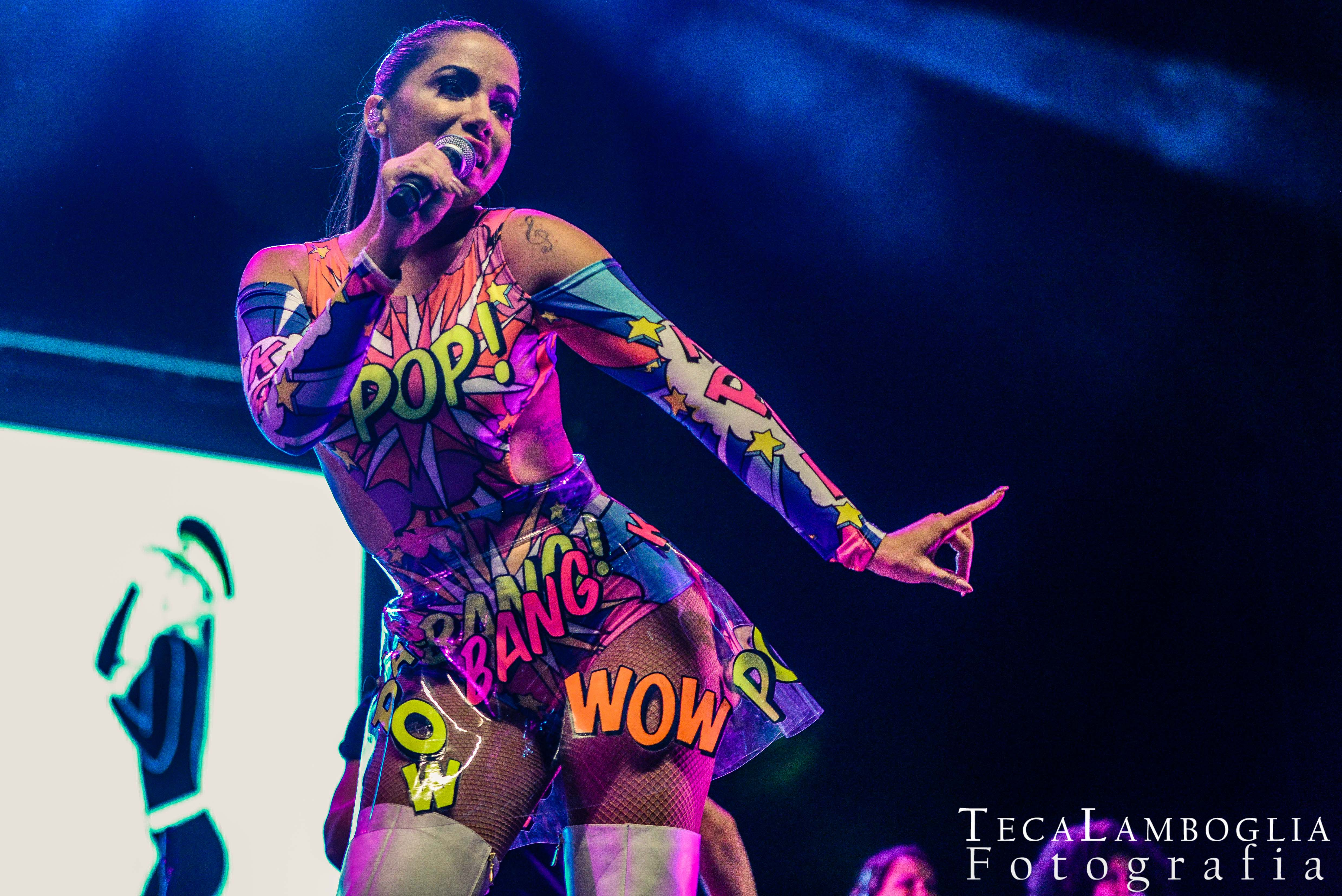
Anitta en performance au Citibank Hall en 2017.

En janvier 2017, la chanteuse participe à des singles tels que Loka, du duo féminin Simone e Simaria, et Você Partiu Meu Coração, enregistré par Nego do Borel et avec la participation de Wesley Safadão. En mai 2017, Switch, une collaboration avec la rappeuse australienne Iggy Azalea, devient son premier single en anglais à être publié. Le même mois, elle sort un single en portugais et en espagnol intitulé Paradinha. En juin de la même année, le groupe américain Major Lazer sort Sua Cara, avec elle et la chanteuse drag queen Pabllo Vittar. La chanson fait partie du quatrième EP du groupe, Know No Better. En quelques heures seulement, la vidéo dépasse la marque des 5 millions de vues sur YouTube. Après sa sortie, la chanson devient un succès international, figurant parmi les cent chansons les plus écoutées sur Spotify dans le monde, et reste plus de cinq semaines sur le classement des chansons Dance/Electronic de Billboard, ce qui en fait la première chanson en portugais à figurer sur ce classement respectif. Le clip est également un succès, atteignant plus de 20 millions de vues en un jour.
Le 3 septembre, Anitta sort son premier single en anglais Will I See You, en collaboration avec le producteur et parolier lauréat du Grammy, Poo Bear. C'est la première chanson du projet de la chanteuse intitulé Checkmate, dans lequel elle sortirait une nouvelle chanson par mois. Le 13 octobre, en partenariat avec le DJ suédois Alesso, Anitta sort la deuxième chanson de Checkmate, intitulée Is That for Me. Le 19 novembre, la chanteuse a sorti, dans sa deuxième collaboration avec J Balvin, une autre piste du projet CheckMate, Downtown. La composition est devenue un succès international, entrant dans le « Top 20 Global », liste des 20 chansons les plus diffusées dans le monde sur Spotify, faisant d'Anitta la première Brésilienne à figurer dans le classement. Le 18 décembre 2017, Anitta sort un nouveau single, Vai Malandra, avec MC Zaac, Maejor, Tropkillaz et DJ Yuri Martins ; c'était la quatrième et dernière chanson du projet CheckMate.

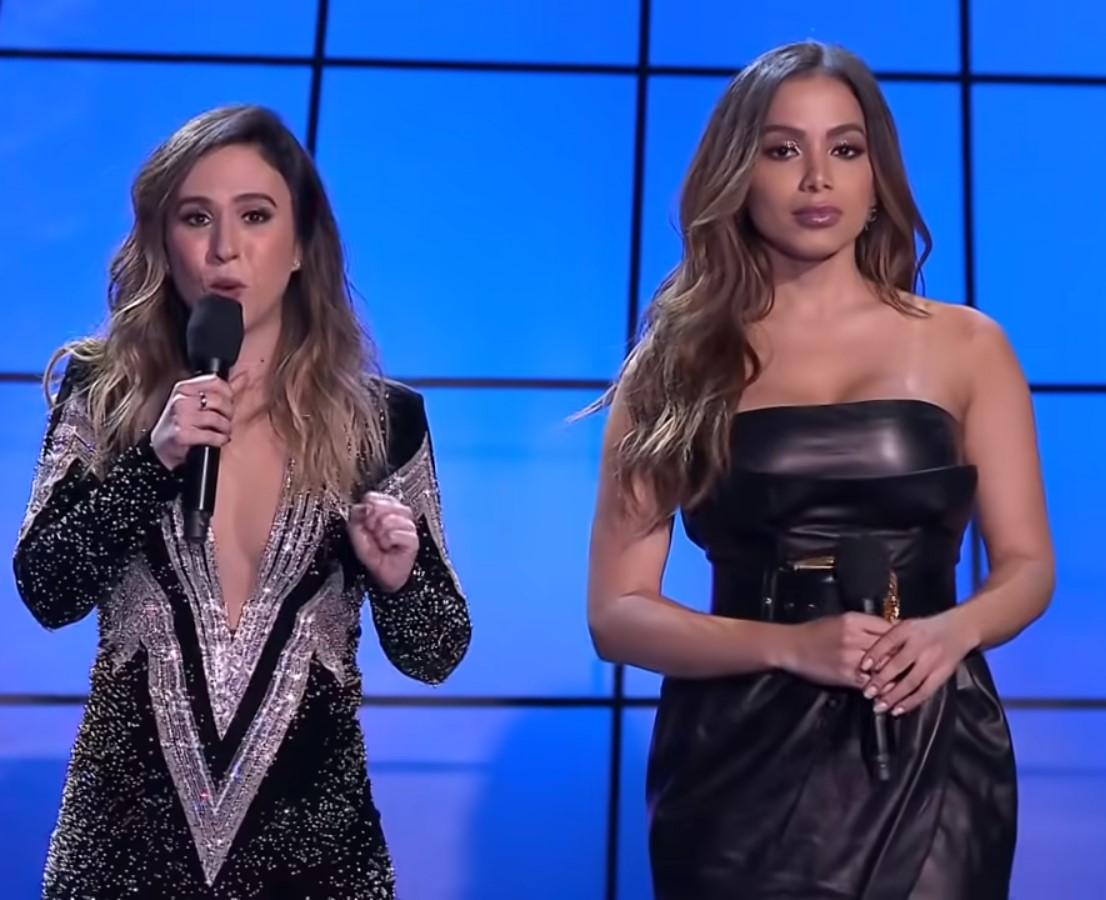
Anitta et Tatá Werneck au Prix Multishow 2018

Le 1er janvier 2018, la chanteuse Anitta attire plus de 2,4 millions de spectateurs à son concert à Copacabana, Rio de Janeiro,,. En janvier 2018, une autre collaboration avec J Balvin, Machika, sort. Deux mois plus tard, elle sort un autre single en espagnol, intitulé Indecente.
En avril, elle présente sa nouvelle émission de télévision sur Multishow intitulée Anitta Entrou no Grupo. En juin, elle se produit au festival Rock in Rio Lisbonne. Elle donne également des concerts dans des boîtes de nuit à Paris et à Londres dans le cadre de la tournée Made in Brazil,. Le même mois, elle sort un single intitulé Medicina. Medicina est présentée pour la deuxième fois dans la série Just Dance avec deux chorégraphies exclusives pour la même chanson. La dernière est présentée à la Coupe du Monde Just Dance 2019 au Brésil. En septembre, elle participe à un single du duo de production Seakret, Perdendo a Mão, avec Jojo Maronttinni. Plus tard dans le même mois, elle fait ses débuts en tant que l'un des coachs de La voz... México. Le mois suivant, elle participe au single de la chanteuse colombienne Greeicy Rendón, Jacuzzi. En novembre, Anitta sort un EP multilingue intitulé Solo, qui comporte trois chansons dans différentes langues, parmi lesquelles Veneno et Não Perco Meu Tempo. Anitta annonce également que toutes les chansons de l'EP auraient leurs clips respectifs, qui sortent simultanément à la même date que l'EP et sont l'objet d'une série documentaire produite par Shots Studios intitulée Vai Anitta, diffusée sur Netflix,.

### KissesetBrasileirinha(2019–2020)

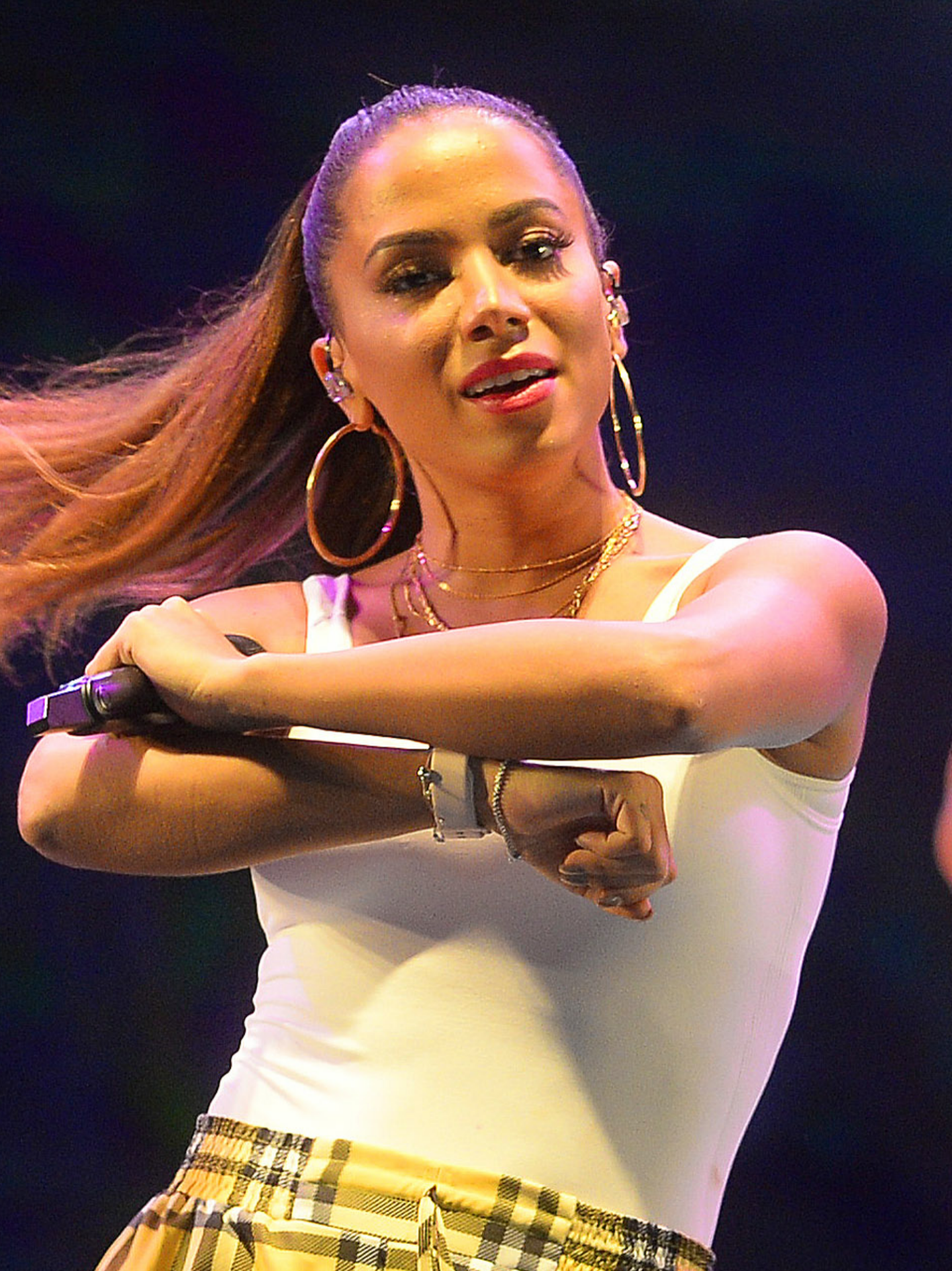
Anitta en performance lors d'un concert à Brasilia en 2019.

L'année 2019 dans la carrière d'Anitta est marquée par des partenariats musicaux et des participations à des titres d'autres chanteurs. En février 2019, l'artiste sort cinq chansons : Terremoto (dont le clip est inspiré de I'm Still in Love with You de Sean Paul) avec Kevinho ; Bola Rebola (single similaire à Vai Malandra) avec Tropkillaz, J Balvin et MC Zaac ; une réenregistrement de Zé do Caroço avec les producteurs Jetlag ; Te Lo Dije avec Natti Natasha et Favela Chegou avec Ludmilla. Le 15 mars, la chanson R.I.P. de la Mexicaine Sofía Reyes avec la participation de la Britannique Rita Ora,,,.
Le 5 avril, le quatrième album studio de la chanteuse, intitulé Kisses, sort. Il s'agit de son premier album visuel et trilingue,. Aux États-Unis, l'album atteint la quatrième place du classement Latin Pop Albums et la 16e place du classement Top Latin Albums. En Espagne, l'album atteint la 46e position de la liste Promusicae. Le premier single de l'album, Poquito, avec le rappeur américain Swae Lee, sort en même temps que l'album.
Anitta est présente dans la bande-son du film UglyDolls, sorti en avril de la même année. La chanteuse apparaît sur la piste Ugly, enregistrée en trois langues : anglais, espagnol et portugais. Le 14 juin, Madonna sort Madame X, où Anitta participe à la chanson Faz Gostoso, une reprise de la chanteuse portugaise Blaya.
Anitta s'associe de nouveau à Major Lazer - la première fois en 2017 sur la chanson Sua Cara - cette fois-ci sur Make It Hot, une chanson sortie le 19 juin et présente sur l'album Music Is the Weapon du groupe. Le 21 juin, la chanson Pa 'lante est sortie avec Alex Sensation et Luis Fonsi. Le 11 juillet, Muito Calor a été lancé, un partenariat entre Anitta et le chanteur Ozuna. La chanson faisait partie du troisième album studio de la chanteuse, intitulé Nibiru, mais a été retirée pour des raisons qui n'ont pas été clarifiées. Le 6 septembre, le partenariat entre Anitta et Leo Santana, Contatinho, est lancé. La chanson a été enregistrée en direct, en tant que chanson d'ouverture du DVD de Léo Santana, appelé Levada do Gigante. Toujours en septembre, le 30, avec le groupe Black Eyed Peas, ils sortent le single Explosion. Dans le même mois, Anitta signe avec Skol Beats pour devenir la responsable de la créativité et de l'innovation de la marque.
Le 4 octobre, elle collabore avec le chanteur Vitão sur Complicado. Anitta a enregistré la chanson Pantera pour la bande-son du film Drôles de dames, sorti en octobre, dont la production exécutive de la bande sonore est écrite par Ariana Grande,. Le même mois, l'artiste lance le projet Brasileirinha, qui sort des chansons en portugais uniquement jusqu'en décembre. Le premier single sorti est la chanson Some Que Ele Vem Atrás en partenariat avec la chanteuse Marília Mendonça, dont le clip est enregistré en direct lors de la 26e édition des Brazilian Music Multishow Awards. Combatchy sort en novembre en tant que deuxième single, la chanson met en vedette les chanteuses Lexa, Luísa Sonza et MC Rebecca. Le 23 novembre, elle participe au concert d'ouverture de la finale de la Copa Libertadores de América qui a lieu au Pérou aux côtés du chanteur colombien Sebastián Yatra et des chanteurs argentins Fito Páez et Tini, interprétant la chanson Y Dale Alegría A Mi Corazón. Le troisième single du projet Brasileirinha, Meu Mel, en partenariat avec le trio Melim, sort le 13 décembre ; Até o Céu, un duo avec MC Cabelinho et la dernière piste du projet, est mis à disposition le 20 décembre.

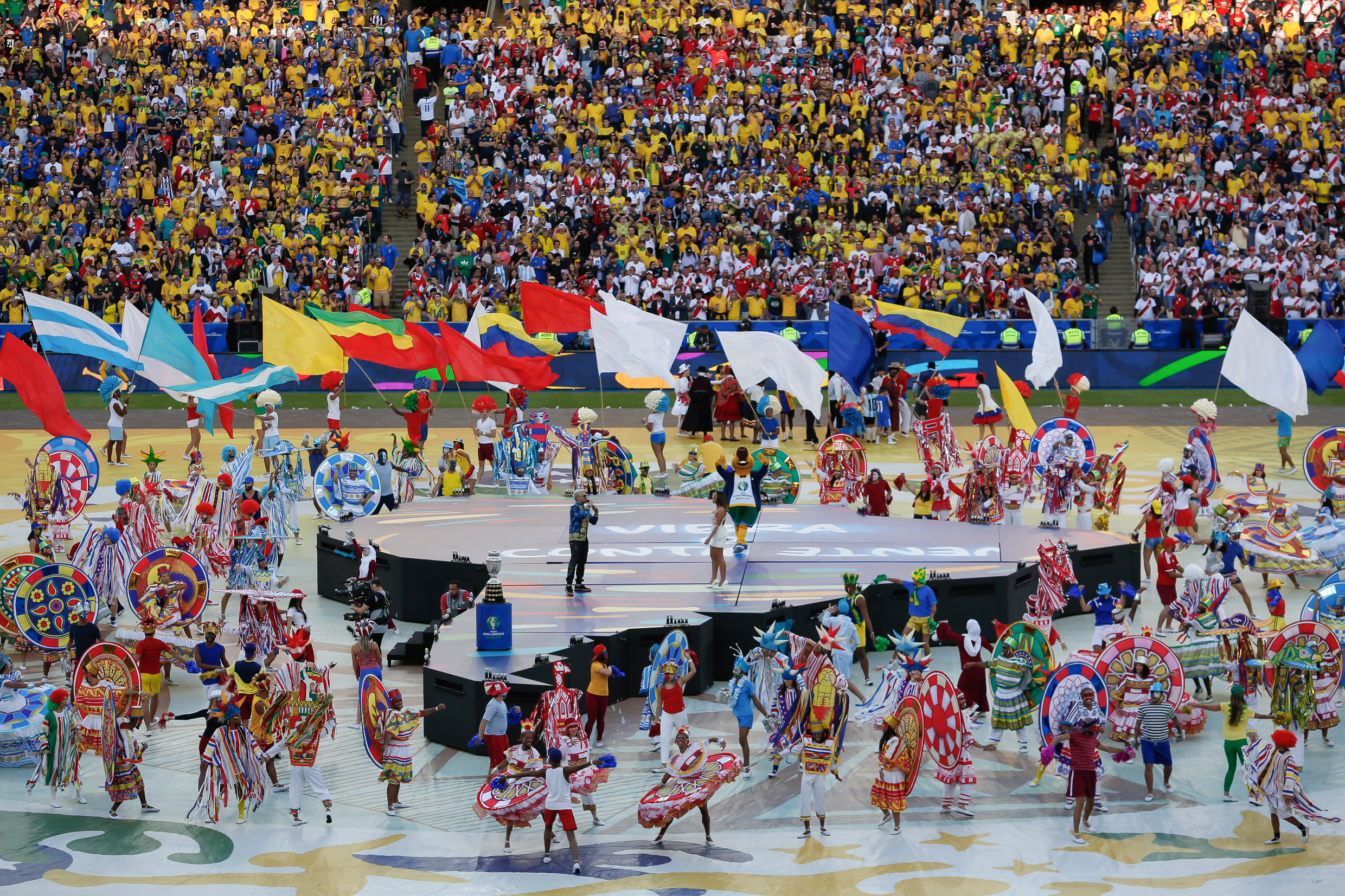
Anitta en performance lors de la finale de la Copa América 2019.

En janvier 2020, elle sort le single Jogação avec le groupe Psirico. Le clip de la chanson est enregistré en direct lors des Ensaios da Anitta, un concert qui a lieu à l'Espaço das Américas, à São Paulo. Le mois suivant, la chanteuse sort la chanson Rave de Favela en partenariat avec le chanteur brésilien MC Lan et le groupe américain Major Lazer. Anitta participe également aux chansons Contando Lunares du chanteur espagnol Don Patricio, Joga Sua Potranca du DJ brésilien Gabriel do Borel et Dança Assim du musicien angolais Preto Show. Toujours en février, la chanteuse participe à quatre épisodes de la telenovela Amor de Mãe sur TV Globo, jouant Sabrina, une fan du personnage Ryan (Thiago Martins), qui finit par s'impliquer avec lui. Pendant l'isolement social dû à la pandémie de Covid-19, Anitta lance en mai directement de chez elle l'émission Anitta Dentro da Casinha, diffusée sur la chaîne Multishow. Anitta prépare son premier album entièrement en anglais (le cinquième au total), après avoir fait le pari trilingue avec Kisses (2019). La chanteuse confirme qu'elle avait trente chansons prêtes et qu'elle sélectionnait actuellement les titres qui figureront sur son album, avec l'homme d'affaires américain Brandon Silverstein. Ryan Tedder, le chanteur principal du groupe OneRepublic, travaille sur la production exécutive de l'album. Il est connu pour avoir travaillé sur des chansons avec Adele, Beyoncé, Bruno Mars, entre autres. Dans une interview accordée au magazine Veja, il déclare : « Elle comprend la culture mondiale et est prête pour le marché américain. Tout le monde à Los Angeles et à New York veut travailler avec Anitta », « elle est la plus grande artiste dans l'histoire de l'Amérique du Sud »,. Les informations sur le nouvel album avaient circulé sur Internet dans un post de la biographie de la chanteuse sur le site de S10 Entertainment, la société de Silverstein, mais après que la nouvelle se soit répandue auprès des fans de la chanteuse, les informations ont été retirées du site.
En juin 2020, Anitta signe un contrat d'enregistrement avec Warner Records aux États-Unis, en prévision de la sortie de son premier album américain attendu plus tard en 2020. L'album sera produit par Ryan Tedder.
En août 2020, Anitta sort son premier single en italien avec Fred de Palma, Paloma, qui devient l'une des chansons les plus partagées du mois dans le pays et devient la chanson d'un artiste brésilien occupant la plus haute position dans les charts italiens,. En août 2020, elle participe également à l'album de WC No Beat sur une piste appelée Cena de Novela aux côtés de Djonga et PK et figure également sur la chanson de trap Tá Com o Papato de Papatinho avec Dfideliz et BIN.
Le 18 septembre 2020, Anitta commence une nouvelle phase de sa carrière internationale en sortant Me Gusta en collaboration avec Cardi B et Myke Towers. La chanson atteint la 14e position du classement iTunes aux États-Unis et la 32e sur Spotify aux États-Unis,. De plus, la chanson a débuté avec plus de 2 millions de streams dans le top 200 de 38 pays sur Spotify et 87 pays sur Apple Music, ainsi que sur les charts mondiaux des deux plateformes à la 24e et 90e place, respectivement. En outre, la chanson fait ses débuts sur divers charts Billboard. Me Gusta devient la première entrée d'Anitta dans le Billboard Hot 100. En septembre 2020, Anitta questionne Google sur la signification du mot « Patroa » en portugais, car selon la définition précédente de Google, le mot signifiait que « Patrão » (masculin) était le propriétaire ou le patron, tandis que le mot « Patroa » (féminin) était défini comme la femme du patron. La chanteuse a donc réussi à faire changer la définition du mot dans le dictionnaire de l'Université d'Oxford et la façon dont elle était affichée dans les recherches Google.

### Versions of Meet succès international (2021–2022)

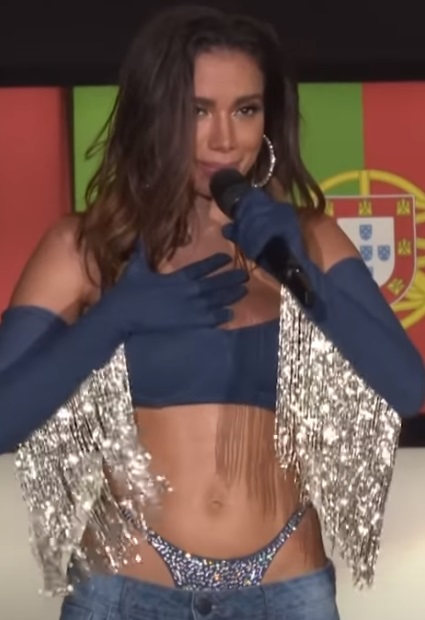
Anitta au Rock In Rio 2022.

En mars 2021, Anitta et Maluma participent au remix de Mi Niña avec Wisin, Myke Towers et Los Legendarios. Le 14 avril 2021, Anitta rejoint Wisin, Maluma et Myke Towers et ouvre les Latin American Music Awards avec le remix de Mi Niña. En mai, le Latin Grammy a organisé l'événement Ellas y su Musica, qui vise à honorer les femmes dans le monde de la musique latine, dans lequel Anitta interprète Girl from Rio. En mai, Anitta sort la chanson Todo o Nada avec le chanteur et rappeur portoricain Lunay. La chanson entre dans le top 100 de tous les pays d'Amérique latine et d'Espagne, dans le top 50 de 5 pays, ayant également plusieurs faits marquants dans les charts de Billboard,. En juin 2021, Anitta sort son premier single en France avec Dadju, Mon soleil. La chanson devient l'une des chansons les plus écoutées dans les charts francophones, devenant la plus haute position atteinte par un artiste brésilien,. La chanson vaut à Anitta deux nominations dans les catégories principales des NRJ Music Awards. En juin 2021 également, Anitta sort son deuxième single en italien avec Fred de Palma, Un Altro Ballo. Le partenariat devient l'une des chansons les plus écoutées dans les charts italiens,. En juin 2021, également, la chanteuse rejoint le conseil d'administration de la startup Nubank. En juillet 2021, en plus de se produire et de remporter plusieurs prix aux Heat Latin Music Awards, Anitta est honorée d'un prix spécial pour sa contribution à l'autonomisation des femmes,. Anitta et Lunay ont interprété Todo o Nada le 22 juillet aux Premios Juventud. Le 11 septembre 2021, Anitta interprète plusieurs chansons lors du Triller Fight Club en Floride. En partenariat avec Burger King, Anitta chante Girl from Rio aux MTV Video Music Awards le 12 septembre, en remportant également sa propre publicité pour son hamburger végétalien à son nom, largement diffusée à la télévision américaine,. Anitta a fait sa première apparition au Met Gala 2021 en septembre aux côtés de l'entrepreneur brésilien du secteur de la chaussure Alexandre Birman. Le 18 octobre 2021, Anitta se joint à Billie Eilish, BlackPink, Barack Obama, le pape François, Jaden Smith et d'autres pour le spécial YouTube Originals qui vise à sensibiliser à propos du changement climatique sur la planète, Dear Earth. La chanteuse interprète son single Girl from Rio,. En septembre, aux côtés de Charli XCX, Anitta se joint en tant que mentor pour la compétition de chant organisée par Billboard et Samsung Galaxy, Billboard NXT.
Le 14 novembre, Anitta fait une apparition surprise aux MTV Europe Music Awards, discutant avec l'animatrice Saweetie. En novembre 2021, Anitta assure la performance d'ouverture des Latin Grammy aux côtés de Gloria Estefan et Carlinhos Brown. Aux côtés de Jeremy Scott et habillée en Moschino, Anitta assiste à la soirée de bienfaisance amfAR en novembre. Anitta participe également à la soirée de bienfaisance de l'organisation Community Organized Relief Effort (CORE) créée par l'acteur Sean Penn, où elle interprète non seulement quelques chansons, mais met également aux enchères une expérience avec elle lors de ses spectacles au Carnaval brésilien, où l'enchère gagnante s'élevait à 110 000 dollars.
Le 9 décembre 2021, aux côtés de Pedro Sampaio, elle participe au single No Chão Novinha. La chanson fait ses débuts dans le top 10 du classement brésilien, dans le Top 30 du classement portugais et dans le Top 170 des classements mondiaux. En décembre, Anitta assiste au brunch Variety 2021 Music Hitmakers et remet le prix Crossover à Kali Uchis. Anitta, Saweetie, Jack Harlow et 24kGoldn sont quelques-uns des artistes à se produire lors de la fête du Nouvel An de Miley, organisée par Miley Cyrus et Pete Davidson, le 31 décembre 2021.
Anitta fait partie de la bande-son de Fast and Furious 9 avec la chanson Furiosa et de Sing 2, avec la chanson Suéltate en collaboration avec Sam i, BIA et Jarina De Marco,.
Le 3 janvier 2022, il est annoncé qu'Anitta avait signé un contrat de publication mondial avec Sony Music Publishing. Son single espagnol Envolver, sorti fin 2021, atteint la première place du Top 50 Global de Spotify en mars 2022, faisant d'Anitta la première artiste brésilienne et la première artiste latine avec une chanson en solo à le faire. Il est également devenu la chanson la plus diffusée en une seule journée en 2022 (7,278 millions) à l'époque. Anitta atteint également le sommet de Deezer Global et YouTube Global. Envolver réussit même à se classer en tête du Billboard Global Excl. U.S. devenant la première femme latine à le faire avec une chanson en solo, elle reste à la deuxième place du Billboard Global 200,. Toujours avec Envolver, Anitta obtient plusieurs entrées dans les classements Billboard, l'une des principales étant sa deuxième entrée dans le Hot 100, la première en solo, la chanson devient la troisième plus haute entrée d'une chanson solo latine dans le classement, derrière seulement Telepatía de Kali Uchis et Provenza de Karol G, toutes deux à 25, en faisant la deuxième plus haute entrée de chanson en solo entièrement en espagnol par une artiste latine féminine,. La chanson est saluée par la presse internationale et est entrée dans plusieurs listes de « meilleurs de l'année », comme le Los Angeles Times, Billboard et plus encore,. Le magazine Rolling Stone nomme la chanson la 81e meilleure chanson de reggaeton de tous les temps. En février 2022, Anitta interprète aux Premios Lo Nuestro, aux côtés de Justin Quiles, la version remixée de Envolver, en plus de No Chão Novinha.
Le 26 mars, elle prend la scène principale de Lollapalooza Brésil aux côtés de Miley Cyrus et interprète ensemble le single Boys Don't Cry,. La version live devient une piste pour la version deluxe de l'album Attentions: Miley Live. Avec la chanson Boys Don't Cry, Anitta étend son record en tant qu'artiste brésilienne ayant le plus grand nombre de succès numéro un dans le monde entier sur iTunes. Le morceau en solo atteint la première place dans 45 pays. Le 31 mars 2022, Anitta annonce la sortie de son cinquième album studio et deuxième album multilingue, Versions of Me, qui sortirait le 12 avril. Ryan Tedder produit l'album. Les singles Me Gusta (avec Cardi B et Myke Towers), Girl from Rio, Faking Love (avec Saweetie), Envolver et Boys Don't Cry précèdent l'album, devenant ainsi le premier album pop brésilien à atteindre le milliard de streams sur Spotify. L'album atteint le meilleur démarrage d'un artiste brésilien sur iTunes, Apple Music et Spotify aux États-Unis. L'album est le plus diffusé au monde lors de sa sortie sur Spotify Global, en plus d'être le troisième plus grand démarrage sur Spotify aux États-Unis,. Versions of Me bat le record du plus grand démarrage sur Spotify par un artiste brésilien dans l'histoire de la plateforme avec plus de 9,1 millions de streams. De plus, l'album dépasse le démarrage du nouvel album de Camila Cabello, Familia, étant également l'album d'une artiste latine avec le plus grand démarrage en 2022,. Forbes, Rolling Stone, NME, Billboard et The Line of Best Fit sont certains des portails qui ont positivement évalué Versions of Me,,,,. Au même mois d'avril, elle est devenue la première brésilienne à se produire sur la scène principale du festival Coachella,. Au même mois, elle reçoit sa première nomination aux MTV Video Music Awards pour Envolver dans la catégorie « Best Latin » ; une performance de l'émission principale est également confirmée,. Par vote populaire, la chanson remporte la catégorie, faisant d'Anitta la première artiste solo féminine à recevoir le prix,. Anitta devient également la première artiste brésilienne à se produire et à remporter un American Music Awards.
Le 5 mai 2022, Anitta est la vedette féminine dans le clip de First Class, du rappeur Jack Harlow. Le 13 mai 2022, Anitta faisait partie des invités internationaux lors du premier Billboard MusicCon où elle a discuté avec d'autres artistes de sujets tels que l'évolution de la scène musicale dans les genres et les cultures, les femmes dans la musique, entre autres sujets connexes, elle interprète également plusieurs chansons lors de l'événement. Le 15 mai, elle et Michael Bublé étaient l'un des présentateurs lors des Billboard Music Awards. Habillée par la marque italienne Moschino, réalisée par le directeur artistique Jeremy Scott, Anitta a assisté, pour la deuxième fois, au bal annuel du Met Gala 2022, en mai.
Le 2 juin 2022, elle reçoit une statue de cire au Madame Tussauds de New York, devenant ainsi la première chanteuse brésilienne à figurer dans le musée. Toujours en juin 2022, Anitta entame une tournée promotionnelle dans les principaux festivals de musique en Europe. Anitta commence la série de concerts en Espagne et a terminé avec un super concert au Portugal. La tournée promotionnelle traverse neuf pays européens (Espagne, Irlande, Portugal, Danemark, Suède, Hollande, Suisse, Italie et France). Le concert en Pologne est annulé en raison de la guerre en cours entre la Russie et l'Ukraine. Le 18 juin, Anitta s'est produite dans l'un des plus grands stades de France, Le Parc de Princes, à Paris, devant un public de plus de 50 000 personnes aux côtés de Dadju, avec la chanson Mon soleil. Le 23 juin, elle donne des interviews sur le territoire français pour NRJ Hit Music Only et pour le programme Quotidien, en plus d'interpréter Envolver,.
Le 6 juillet 2022, la chanteuse argentine Tini sort La Loto, une collaboration avec Anitta et la chanteuse américaine Becky G, qui sert de septième single pour le quatrième album, Cupido. La chanson devient le pic le plus élevé d'Anitta sur le Billboard Hot 100 Argentine, à la septième place. Le 8 juillet 2022, la chanson No Más est publiée en collaboration avec Murda Beatz, J Balvin, Quavo et Pharrell, et devient la meilleure position pour un artiste brésilien dans l'histoire d'iTunes aux États-Unis, à la 4e position. Elle atteint également la première position des meilleures ventes d'Amazon aux États-Unis et sa position la plus élevée sur Deezer à la 14e place, en plus d'atteindre la première position sur Billboard Rap Digital Song Sales et la 13e position sur Billboard Digital Song Sales,,.
En août 2022, Anitta sort la version deluxe de Versions of Me, qui comportait des collaborations avec Maluma, El Que Espera, et Missy Elliott, Lobby, en plus de la version trilingue de Dançarina Remix avec Pedro Sampaio, Dadju, Nicky Jam et MC Pedrinho. Dançarina Remix a atteint la 11e place du classement des singles en France, la deuxième meilleure position d'Anitta, derrière seulement Mon Soleil à la huitième place, devenant ainsi sa chanson avec le plus grand nombre de jours dans le top 50 sur Spotify France, en plus de recevoir un certificat de platine sur le territoire français, atteignant également la première place sur Shazam France,,,. Lobby a valu à Anitta sa première entrée sur la plus grande plateforme de streaming du Japon, Line Music, ce qui en fait la première artiste brésilienne à atteindre cette étape.
Le 28 octobre 2022, les Black Eyed Peas sortent Simply the Best, la première piste et le deuxième single de leur album Elevation, une collaboration avec Anitta et El Alfa. En novembre 2022, en plus d'être nommée dans deux catégories aux Latin Grammy Awards, Anitta donne également une performance de Envolver et un Funk Dance Medley. Elle est également l'une des présentatrice de la soirée. Elle joue également lors du Savage X Fenty Show de Rihanna en novembre. Anitta a été nommée dans la catégorie musique de la liste Forbes 30 Under 30 North America 2023, qui vise à reconnaître les artistes qui apportent une contribution significative à l'industrie musicale mondiale,. Après des sorties réussies, des nominations pour des dizaines de prix mondiaux et des réalisations obtenues tout au long de l'année, elle a été nommée aux Grammy Awards 2023 dans la catégorie Meilleur Nouvel Artiste.
Le 2 novembre 2022, Anitta se joint à Lil Nas X, BTS et Tyler, The Creator et est honorée aux WSJ Magazine Innovator Awards 2022, organisés par le Wall Street Journal, qui honorent les visionnaires dans différents domaines du divertissement,. En novembre, elle joue aux Los 40 Music Awards, devenant l'un des sujets les plus discutés en Espagne en raison de sa performance de Envolver. Le 15 novembre 2022, Anitta sort une reprise de Practice (Prooshtis dans la langue du jeu) entièrement en Simlish, pour la campagne mondiale The Sims Sessions dans Les Sims 4, devenant ainsi la sixième langue dans laquelle elle chante,. Le 30 novembre, Anitta sort son troisième EP, À procura da Anitta perfeita, sur le label Warner Music Brasil. Il s'agit du premier projet entièrement en portugais d'Anitta depuis l'album Bang!. L'EP fuite en avance, certaines chansons sont rendues disponibles sur certaines plateformes numériques, sans divulgation préalable et par surprise,. Toutes les chansons ont débuté dans le top 60 de Spotify Brésil et Portugal, avec environ 2 millions de streams en 24 heures,. Le 18 décembre 2022, elle se produit au Jingle Ball d'iHeartradio y100 à la FLA Live Arena. Le 27 décembre 2022, le Livre Guinness des records choisit de mettre en lumière les six meilleurs artistes musicaux de 2022. Anitta se joint à Taylor Swift, BTS, Harry Styles, Billie Eilish et Adele, nommés dans une liste des Record Breakers Iconiques de 2022,.

### Élite(depuis 2023)
Le 20 janvier 2023, Anitta remporte le prix de la « meilleure artiste internationale » aux All Africa Music Awards, la plus grande cérémonie de remise de prix sur le continent africain. Cette réalisation en fait la première artiste latine à recevoir cet honneur. Le 23 janvier 2023, Anitta est nommée six fois aux Lo Nuestro Awards, l'un des prix de musique latine les plus importants. De plus, Anitta devient également ambassadrice de Lay's le 17 janvier, l'une des marques de collations les plus connues au monde. Elle joue dans une publicité télévisée post-Super Bowl pour la campagne Beat of Joy, qui présentait un remix de la chanson Envolver enregistrée dans un studio alimenté par l'électricité de plus de 6 000 pommes de terre. Cette campagne a établi un record du monde Guinness.
Le 25 février 2023, après la fin officielle du Carnaval 2023, Anitta organise un rassemblement de plus d'un million de personnes lors de son défilé de rue, Bloco da Anitta, à 7 h du matin à Rio de Janeiro,. Le 2 mars 2023, Anitta est élue par le magazine Variety comme la septième femme internationale la plus influente de 2023, étant la seule artiste brésilienne sur la liste. Le 8 mars, Anitta est une fois de plus mise en avant par les médias internationaux, étant élue par Bloomberg Línea comme l'une des femmes ayant le plus d'impact en 2023, aux côtés de noms comme Shakira, Karol G et d'autres. Le 9 mars, elle est confirmée comme faisant partie de la distribution de la septième saison de la populaire série espagnole de Netflix, Élite.
Le 4 avril 2023, Anitta met fin à son contrat avec Warner Music Group. Le 20 avril, le Variety a rapporté que la chanteuse a signé avec Republic Records. Le 10 juin, Anitta sera la tête d'affiche de l'émission Pepsi de lancement de la finale de l'UEFA Champions League à Istanbul, en Turquie. Le 26 mai, la chanteuse brésilienne s'associe au chanteur et rappeur espagnol RVFV ainsi qu'à l'italien Sfera Ebbasta pour sortir la chanson bilingue, en espagnol et en italien, Capitán. C'est la troisième chanson d'Anitta où elle chante en italien.
Le 10 juin, Anitta devient la première artiste d'Amérique du Sud à se produire lors du spectacle d'ouverture de la finale de la Ligue des champions de l'UEFA sponsorisé par Pepsi,. La chanteuse est montée sur scène au Stade olympique Atatürk à Istanbul, en Turquie, devant plus de 71 412 supporters et un public de plus de 700 millions de personnes,,, dépassant ainsi l'audience mondiale du spectacle de la mi-temps du Super Bowl. Au cours de sa performance, elle a présenté la chanson Envolver et fait ses débuts avec le premier single, intitulé Funk Rave, de son sixième album studio, qui marque également ses débuts chez Republic Records. Le 14 juin, Variety rapporte qu'Anitta avait rompu ses liens avec son manager de longue date, Brandon Silverstein, fondateur / PDG de S10 Entertainment. Puis, le 16 juin, Variety annonce que Rebeca León, fondatrice / PDG de Lionfish Entertainment et ancienne manager de J Balvin et Rosalía, devient la nouvelle manager d'Anitta. Le 22 juin, la chanteuse sort le premier single principal, Funk Rave. Le morceau fait ses débuts, permettant à Anitta d'étendre son record en tant qu'artiste ayant le plus grand nombre de chansons au numéro un sur Apple Music et iTunes au Brésil, faisant de Funk Rave sa 29e et 88e chanson, respectivement, à accomplir cet exploit. Sur Spotify Brésil, elle fait ses débuts dans le top 5, devenant ainsi la 35e chanson de l'artiste à atteindre cette position, maintenant son record en tant qu'artiste ayant le plus grand nombre de chansons à entrer dans le top 5 sur Spotify Brésil. La sortie génère un démarrage de 2 110 515 streams sur Spotify, maintenant la chanteuse en tant qu'artiste brésilienne ayant le plus grand démarrage sur Spotify Global pour la septième année consécutive,. Le clip est également diffusé en première sur les classements des tendances YouTube dans plusieurs pays.
Le 12 septembre, Anitta remporte la catégorie « Best Latin » aux VMAs pour la deuxième année consécutive, avec le funk carioca, Funk Rave, s'établissant comme la seule artiste latine féminine à recevoir cet honneur, ainsi que la seule artiste à gagner avec une chanson solo,. En plus de chanter des morceaux de son projet Funk Generation: A Favela Love Story et un extrait de sa prochaine chanson Grip, la chanteuse monte sur la scène principale pour se produire aux côtés du groupe sud-coréen Tomorrow X Together lors de leur première performance en direct de Back for More, première collaboration de l'artiste avec la musique K-pop. Avec Back for More, Anitta a renforcé son record en tant qu'artiste brésilienne avec le plus grand pic sur les classements MelOn et Bugs!, les plus grandes plateformes musicales en Corée du Sud. La chanteuse fait également ses débuts dans le top 10 sur la plus grande plateforme de streaming en Chine, QQ Music. L'artiste est également entrée pour la première fois dans sa carrière sur les classements officiels d'Indonésie, de Corée du Sud, de Chine et du Royaume-Uni, devenant ainsi la première artiste brésilienne à réaliser cet exploit. La chanson atteint également le sommet de l'iTunes Global et de l'iTunes européen. La chanteuse devient la première artiste latine de l'histoire à atteindre la 1ère place des APMA Charts (Overseas) avec Back for More, un classement pour l'un des plus grands prix de Chine, les Asian Pop Music Awards, où elle est la première artiste latine de l'histoire à être nommée pour ce prix dans les catégories « meilleure collaboration » et « meilleure productrice ». Anitta devient également la première artiste latine à remporter l'un des plus grands prix de Chine, les China Year End Awards, dans la catégorie « Best Selling Latin Single » avec Back for More. Le 23 septembre, Anitta est l'une des têtes d'affiche du Global Citizen Festival à New York, se produisant devant plus de 60 000 personnes à Central Park. Le 20 octobre, Anitta a fait ses débuts en tant qu'actrice dans la série espagnole de Netflix, Élite. La série fait ses débuts dans le top 10 mondial et dans 40 pays sur Netflix,.
Le 5 novembre, Anitta remporte pour la deuxième année consécutive la catégorie « Best Latin » aux MTV Europe Music Awards, faisant d'elle l'artiste la plus récompensée dans cette catégorie. Le 25 novembre, la chanteuse a été la tête d'affiche du plus grand festival de musique en Colombie, le Megaland Music Fest, se produisant devant plus de 40 000 personnes. Le 2 décembre, la chanteuse est l'une des têtes d'affiche du festival Mega Bash 2023 dans le New Jersey. Le 7 décembre, le chanteur mexicain Peso Pluma et Anitta sortent la chanson Bellakeo, qui atteint le top 10 de Spotify Global et est entrée dans le top 50 de tous les pays d'Amérique latine et des États-Unis, en plus de figurer dans le top 50 mondial sur Apple Music et iTunes,. Avec cette chanson, Anitta atteint le sommet des plateformes de streaming musicales brésiliennes, consolidant son record en tant qu'artiste avec le plus grand nombre de #1 sur ces services de streaming[Quoi ?]. La chanson fait également ses débuts simultanément dans le classement des chansons virales de Spotify dans 50 pays. De plus, elle a prolongé la troisième entrée d'Anitta dans le Hot 100, faisant d'elle la femme brésilienne, et la troisième au total, avec le plus grand nombre d'entrées dans l'histoire du Billboard Hot 100,. Elle prolonge également le record pour la cinquième année consécutive en tant qu'artiste brésilienne avec le plus grand pic sur Spotify à l'échelle mondiale,. Le 10 décembre, Anitta a performé au TikTok in the Mix 2023, la première édition du festival musical de la plateforme, en Arizona. Le festival est diffusé dans le monde entier, et bat le record de la diffusion en direct la plus regardée avec plus de 33,5 millions de téléspectateurs et une foule de 17 000 personnes. Le 28 décembre, la chanteuse était la tête d'affiche du Festival Virada Salvador, se produisant devant plus de 200 000 personnes.
Le 6 janvier 2024, la chanteuse commence sa tournée de carnaval dans 10 villes brésiliennes. Avec toutes les dates complètes, la tournée a établi un record de recettes estivales au Brésil, avec un bénéfice de plus de 30 millions de reais,. Le 17 février, Anitta clôture le Carnaval brésilien, organisant une fête de rue pour plus d'un million de personnes le matin et se produisant lors du spectacle d'ouverture du Desfile das Campeãs en l'honneur des 40 ans du Marquês de Sapucaí,. Le 22 février, Anitta performe deux fois aux Premios Lo Nuestro, devenant l'artiste la plus commentée de l'édition sur les réseaux sociaux,. Le 28 février, la chanteuse se produit au plus grand festival d'Amérique latine, Viña del Mar, au Chili. Elle clôture la soirée et est devenue l'artiste la plus commentée sur toutes les plateformes de réseaux sociaux. Elle reçoit le prix de l'Artiste la plus populaire de l'édition ainsi que la Gaviota de Plata. La chanteuse devait recevoir la Gaviota de Oro, mais en raison d'un malentendu entre l'organisation de l'événement et l'équipe de la chanteuse, elle a quitté la scène avant que El Monstruo puisse lui remettre le prix,.
Anitta et Peso Pluma interprètent Bellakeo sur la scène principale de Coachella 2024 lors du deuxième week-end. Le 26 avril, la chanteuse a sorti son sixième album studio, Funk Generation, son premier sous son nouveau label Republic Records,. Toutes les chansons de l'album font leurs débuts dans le Top 50 de Spotify Brésil, marquant le deuxième album de l'artiste à réaliser cet exploit. Funk Generation se classe sur Apple Music dans plus de 65 pays, en faisant l'album brésilien avec la plus grande portée mondiale. En seulement trois jours, l'album accumule 26 millions de streams sur Spotify Brésil, établissant un record pour le plus grand début hebdomadaire d'un album brésilien sur la plateforme en 2024. Au niveau mondial, l'album a débuté à la deuxième place de Spotify Global en quatre jours, avec des débuts notables aux États-Unis (8e place) et au Royaume-Uni (9e place). Anitta bat son propre record en devenant la première artiste à avoir 100 chansons atteignant la première place sur iTunes Brésil. La chanteuse étend également son record en tant qu'artiste avec le plus grand nombre de chansons entrant dans le top 10 de Spotify Brésil, avec un total de 49 chansons ayant réalisé cet exploit. De plus, Funk Generation réalise le plus grand début pour un album brésilien dans les classements au Portugal.
Le 2 mai, Anitta est honorée aux côtés de Shonda Rhimes, Amy Schumer et Mariska Hargitay lors de l'événement Power of Women de Variety, en reconnaissance de sa contribution au monde de la musique et pour représenter la CUFA (Central Única das Favelas). Le même jour, Anitta prend la parole en tant que déléguée au Global Citizen Now. Le 4 mai, la chanteuse a marqué l'histoire en tant que juge invitée finale au ballroom, mettant en vedette la chanson Vogue, lors de la grande finale de The Celebration Tour de Madonna, le plus grand concert jamais organisé par une artiste solo. L'événement a eu lieu à Copacabana, réunissant plus de 1,6 million de personnes. Le 18 mai, la chanteuse a commencé sa première tournée entièrement internationale pour promouvoir son sixième album studio, Funk Generation: Baile Funk Experience. La tournée a débuté au Mexique et visitera les États-Unis, le Canada, la Colombie, le Pérou, le Chili, l'Argentine, l'Allemagne, les Pays-Bas, l'Angleterre, la France, l'Italie, et se terminera en Espagne,. Le 24 mai, Anitta est apparue en tant que juge invitée dans le troisième épisode de la neuvième saison de RuPaul's Drag Race All Stars, avec la chanson Banana en featuring avec Becky G, utilisée pour le Lip Sync.
Le 25 juillet, Anitta est honorée lors des Premios Juventud pour son activisme en faveur des droits LGBTQIA+, ainsi que pour sa défense des causes humanitaires et de la protection de la forêt amazonienne. Elle est également une représentante du pop et du funk brésilien dans le monde entier. La chanteuse est nommée dans trois catégories aux MTV Video Music Awards 2024, faisant d'elle la femme latino la plus nommée. Elle est nommée deux fois dans la catégorie Meilleur Latin pour ses chansons Bellakeo et Mil Veces, ainsi qu'une nomination pour Meilleur Montage pour Mil Veces.
Le 6 septembre, Anitta se produit lors du spectacle de la mi-temps du NFL Kickoff Game pour la saison régulière 2024, le tout premier à se tenir en Amérique du Sud. La chanteuse prend la scène devant plus de 55 000 spectateurs à la Neo Química Arena à São Paulo, avec tous les billets vendus. La performance a eu lieu pendant le match entre les Philadelphia Eagles et les Green Bay Packers, marquant la première fois dans l'histoire qu'un match de la première semaine de la NFL se tenait en dehors des États-Unis,. Le 7 septembre, la chanteuse fait une apparition surprise au concert de The Weeknd à São Paulo, au stade Morumbi. Les deux artistes interprètent ensemble le single principal, São Paulo, de l'album Hurry Up Tomorrow du chanteur-compositeur, une collaboration avec elle. Anitta a remporté le prix du Meilleur Latin aux MTV Video Music Awards pour la troisième année consécutive en 2024, avec sa chanson Mil Veces, devenant l'artiste latino féminine ayant remporté le plus de prix au total. Avec cet exploit, elle égale J Balvin, tous deux détenant désormais le record du plus grand nombre de victoires latines aux récompenses. De plus, Anitta se produit lors de la cérémonie pour la quatrième année consécutive, interprétant les chansons Paradise avec Fat Joe et DJ Khaled, Alegría avec Tiago PZK, et Savage Funk. Le 12 septembre, Anitta a été nommée aux Billboard Latin Music Awards dans la catégorie Artiste féminine de l’année dans le Hot Latin Songs. Le 17 septembre, la chanteuse est nommée deux fois aux Latin Grammy Awards : l’une dans la catégorie Meilleure performance urbaine en langue portugaise pour la chanson Joga pra Lua, en collaboration avec Pedro Sampaio, et l’autre pour « enregistrement de l'année » avec la chanson Mil Vezes. De plus, avec la chanson La Tóxica, en partenariat avec le chanteur mexicain Alejandro Fernández, Anitta a établi un record en devenant la première Brésilienne à atteindre la première place du classement Billboard Regional Mexican Airplay, après que la chanson a accumulé 6,3 millions d’audiences à la radio aux États-Unis au cours de la semaine du 6 au 12 septembre, lui valant le titre de Biggest Gainer de la semaine. Anitta se distingue également en devenant la dixième artiste féminine solo à atteindre le sommet du classement, ainsi que la cinquième artiste solo en dehors du genre régional mexicain à réaliser cette première place.
Le 30 octobre, Anitta et The Weeknd sortent la collaboration São Paulo, un morceau de funk carioca,. La chanson fait ses débuts dans le top 10 de Spotify Global, établissant un nouveau record pour Anitta en tant qu’artiste brésilienne ayant le plus d’entrées dans les classements de plusieurs pays, apparaissant dans 71 pays. São Paulo réalise également rle plus grand début pour un artiste brésilien dans l’histoire de Spotify Global et est devenue le plus grand début pour une artiste latine en 2024, surpassant Bad Bunny. Ce lancement marque la troisième année consécutive où Anitta s'assure une place dans le top 10 mondial de Spotify.

## Vie personnelle

### Vie sentimentale

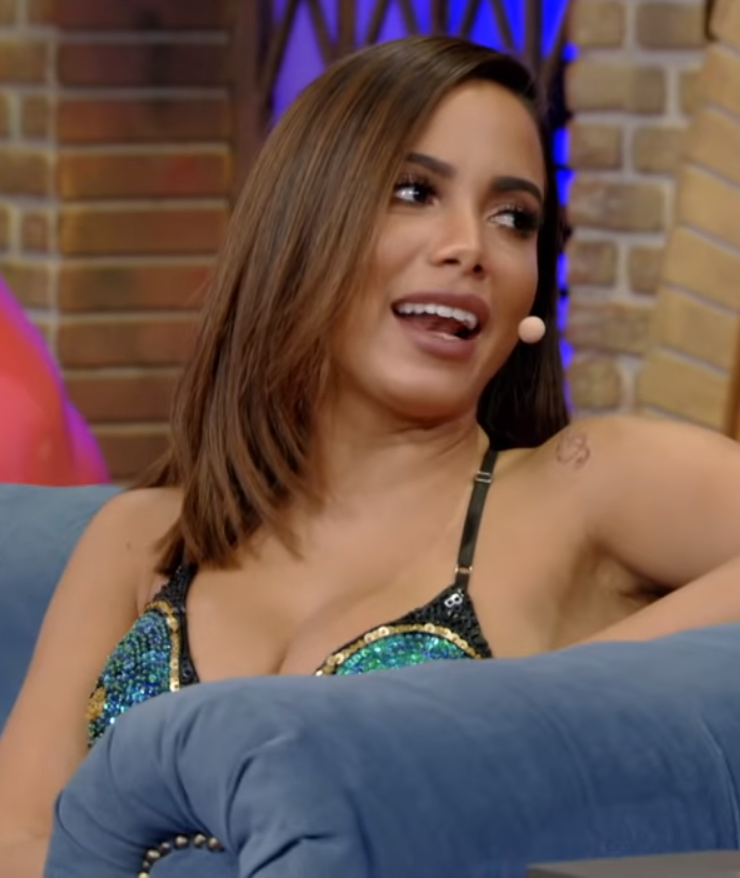
Anitta sur Multishow en 2018.

Anitta est bisexuelle et s'identifie comme « faisant partie de la communauté LGBTQ+ ». Elle soutient le mouvement Black Lives Matter, et lutte pour la protection de l'environnement.
Elle fréquente Mr. Thug, l'un des membres de la Bonde da Stronda, du début de 2011 à la fin de 2012.
La chanteuse a également eu une relation avec sa danseuse Ohana Lefundes. Elle a eu une relation avec la médecin Pamela Tosatti. La chanteuse a également eu une liaison avec l'acteur et mannequin Pablo Morais.
Le 17 novembre 2017, elle épouse l'homme d'affaires Thiago Magalhães, avec qui elle était en contact depuis mai de la même année. Le couple officialise l'union sous la séparation totale des biens. Ils ont annoncé leur séparation en septembre 2018.
À partir de juin 2019, elle sort avec Pedro Scooby, jusqu'à leur rupture en août 2019.
Elle commence également à fréquenter Gabriel David en février 2020, mais ils se sont séparés en avril de cette année-là,. Un mois plus tard, elle commence à sortir avec l'animateur de télévision Gui Araújo,, jusqu'à leur rupture en juin de la même année.
Le 12 juin 2022, Dia dos Namorados (Saint-Valentin) au Brésil, Anitta a révélé qu'elle sortait avec le producteur de disques canadien Murda Beatz, mais ils se sont séparés deux mois plus tard.
Maluma déclare dans une interview qu'il avait eu une relation avec Anitta et qu'ils s'aimaient beaucoup, mais que leur relation n'avait pas progressé en raison de leur carrière commune. « [...] Ça ne fonctionne pas pour moi d'être en relation avec des gens de l'industrie. Quand c'est arrivé, avec Anitta en fait, elle commençait tout juste sa carrière (internationale). Je l'ai rencontrée et on s'est vraiment plu et tout ça. Je me suis dit : 'Je ne peux pas être avec elle, parce qu'elle fait la même chose que moi.' [...] ».
En juillet 2023, l'acteur italien Simone Susinna apparait aux côtés de la chanteuse en Europe, confirmant leur relation amoureuse,,.

### Santé
Dans une interview pour le magazine Trip en 2017, elle déclare qu'elle faisait de la thérapie et aussi que si elle arrêtait sa carrière artistique, elle serait « une psychologue heureuse ». En janvier 2019, après avoir regardé le documentaire Cowspiracy (2014), elle devient végétalienne. PETA la nomme l'une des célébrités véganes les plus belles de 2022, aux côtés du chanteur / compositeur Lenny Kravitz.

## Style musical et influences

### Style musical
Le style musical d'Anitta est généralement pop,, funk carioca et pop latino, mais elle intègre également du R&B, dance-pop, electropop, EDM, reggae, et reggaeton. En plus d'avoir des chansons dans cinq langues différentes dans sa discographie, telles que le portugais, l'espagnol, l'anglais, l'italien, et le français.

### Influences
Anitta cite comme ses plus grandes influences les chanteuses Mariah Carey, Carmen Miranda, Beyoncé, Shakira et Rihanna,.
Pendant la production de son deuxième album, Anitta a cité Katy Perry comme influençant les nouvelles pistes. D'autres références citées par la chanteuse incluent également le groupe Pussycat Dolls, et des chanteurs tels que Madonna, Britney Spears, Kate Nash et Colbie Caillat. Parmi les artistes pop brésiliens, elle s'inspire du girl group Rouge. Lors d'une interview pour le G1, Anitta mentionne les chanteurs de MPB Gal Costa et Caetano Veloso pour être toujours renouvelés et risquer dans d'autres styles.
Pour The Line of Best Fit, elle a révélé neuf chansons qui l'ont inspirée. Parmi les artistes qu'elle a cités figurent Mariah Carey, Luis Miguel, Beyoncé, Sean Paul, Nina Simone, CeCe Peniston, Flyleaf, Belle and Sebastian, Funk Como Le Gusta et Selena.

## Postérité et impact

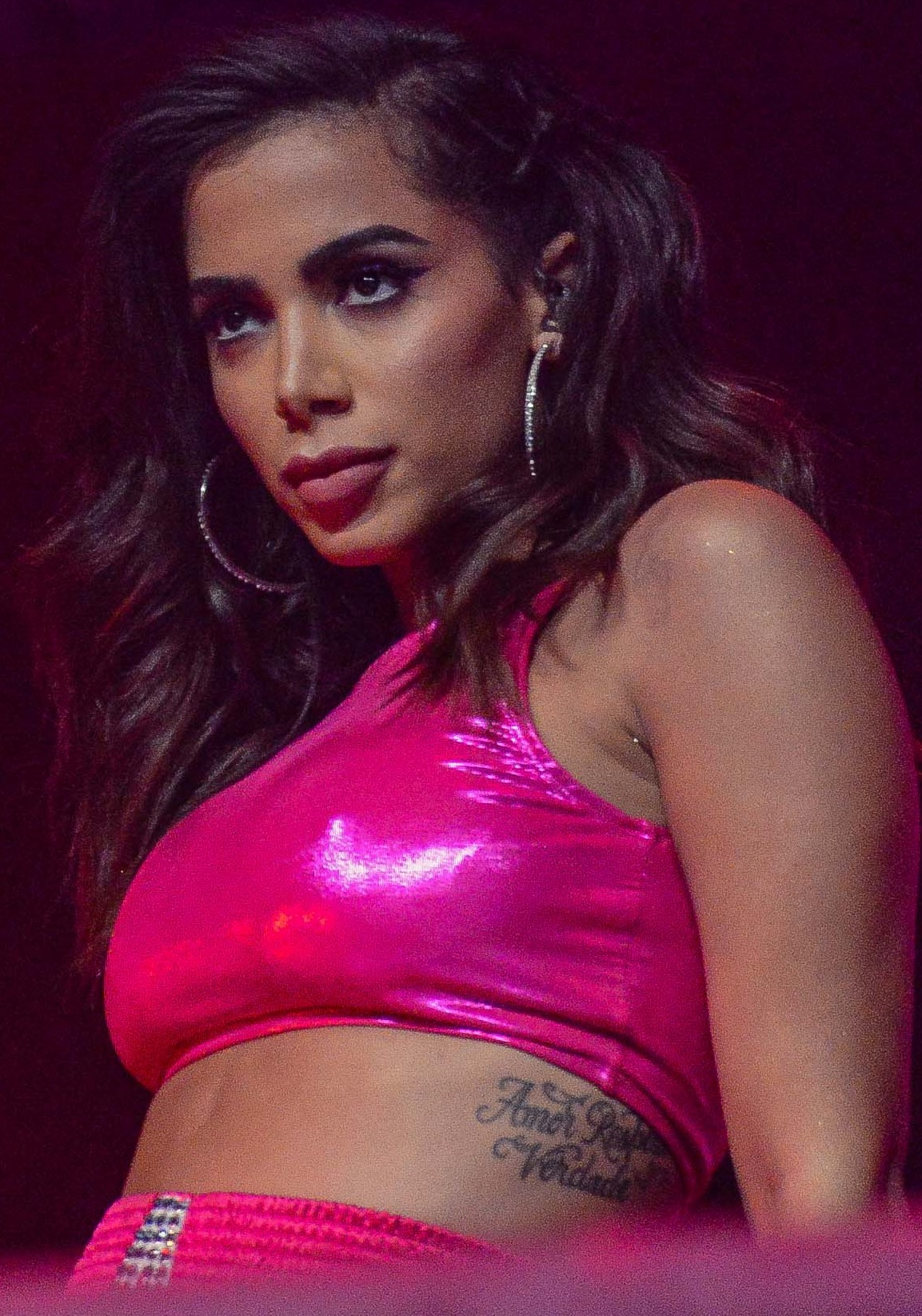
Anitta à la fête Combatchy en 2017.

Anitta est la plus grande star pop du Brésil depuis des années, et est l'artiste brésilienne ayant la plus grande exposition internationale, citée par plusieurs magazines, sites web renommés et même les Grammy, comme la reine de la pop brésilienne,. De plus, elle est devenue l'une des artistes latines les plus acclamées dans la mémoire récente,. La chanteuse a été élue en 2018 par Billboard comme la 7e artiste la plus influente au monde, sur la liste Billboard Social 50, qui énumérait les 50 artistes les plus influents sur les réseaux sociaux,. En 2022, elle a remporté le prix de reconnaissance pour son impact culturel et pour être l'ambassadrice de la musique brésilienne dans le WSJ. Magazine. La chanteuse est souvent citée comme la « Première Brésilienne », car elle ouvre toujours des portes qu'aucun artiste né au Brésil n'a jamais franchies,,,,,,. Elle est souvent citée comme le plus grand nom de la pop et du funk carioca contemporain, étant l'exposant du rythme devant le monde,,,,,, étant créditée par Billboard d'être responsable de la mise à jour de ce qui était compris comme la musique urbaine aux Latin Grammy et d'avoir inclus le funk brésilien pour la première fois parmi les genres qui constituent le concept,,. En mars 2023, la Latin Recording Academy des Latin Grammy Awards annonce des changements et des ajouts aux catégories de la cérémonie de remise des prix, notamment la Meilleure Performance Urbaine en Portugais. Cette nouvelle catégorie reconnaît la croissance de la musique urbaine en portugais et l'importance du marché musical brésilien et portugais pour l'industrie musicale mondiale. Selon Variety et d'autres magazines, la chanteuse Anitta a été l'une des responsables de l'inclusion de cette nouvelle catégorie dans la cérémonie de remise des prix. «[...] Avec l'ajout de la catégorie Meilleure Performance Urbaine en portugais, l'Académie répond à l'essor de la musique au Brésil et au Portugal, où des artistes comme Anitta acquièrent une reconnaissance mondiale. [...]».
En plus de la musique, la chanteuse devient la troisième personnalité la plus influente en politique au Brésil, surtout en 2022, derrière l'ancien président Jair Bolsonaro et l'influenceur Felipe Neto. Plusieurs portails d'actualités rapportent qu'Anitta a joué un rôle clé en exerçant une pression sur les politiciens lors de votes sur des questions liées à l'environnement, la culture, les droits LGBT et des minorités, étant une ennemie directe de Jair Bolsonaro,,,. La chanteuse, avec d'autres artistes, renforce le soutien au candidat rival de l'ancien président Bolsonaro, alors président Lula,. Le soutien d'Anitta est venu plus précisément en encourageant les jeunes âgés de 16 à 18 ans à obtenir leurs documents électoraux. L'effet attire plus de 2 millions de jeunes, la campagne d'enrôlement des jeunes et la régularisation du titre électoral conduisent le Tribunal électoral supérieur à enregistrer un record d'inscriptions, de plus de 8,5 millions de demandes d'assistance concernant la situation électorale,.
En 2021, elle est élue l'une des personnalités les plus influentes du monde par Time, rejoignant la liste Time 100 Next, qui rassemble des noms émergents à travers la planète. En 2022, la chanteuse a été répertoriée par Forbes 30 Under 30 Amérique du Nord, en tant que l'une des leaders de la prochaine génération de musique latino-américaine. La chanteuse est également l'une des plus grandes influences pour le marketing moderne dans l'histoire récente du Brésil.

## Affaires et entreprises
En plus d'être une icône publicitaire et ambassadrice, Anitta est sponsorisée et a déjà réalisé des publicités pour différentes marques, notamment Adidas, Samsung, Shein, Burger King, Elma Chips, Cheetos, Lay's, Rexona, Tinder, Skol, Nubank, Claro, Bacardi, Estácio, Renault, C&A, iFood, Pepsi, Magazine Luiza, Target, Cadiveu, Les Sims, Free Fire, Facebook Gaming, Brizza Arezzo, Sol de Janeiro, Hope, Tiffany & Co, entre autres marques.
En 2014, Anitta fonde le groupe Rodamoinho, une société de holding pour la musique et le divertissement avec des bureaux à Rio de Janeiro et à Los Angeles. La holding comprend les entreprises Rodamoinho Entretenimento, qui est spécifiquement destinée à la production et la réalisation de concerts, événements et tournées. Rodamoinho Records est une entreprise spécialisée dans l'industrie musicale dans son ensemble, qui en plus d'être un label discographique et d'édition, effectue également une enquête sur les catalogues, l'enregistrement des œuvres, la sortie et la distribution de singles, d'EP et d'albums, la gestion et l'organisation de la collection musicale et la négociation commerciale d'utilisation et de synchronisation. Rodamoinho Filmes est une société de production audiovisuelle, responsable de la production, de l'exécution et de la livraison de vidéoclips, de lives et de films. Elle est également responsable de l'idéation et de la production exécutive du dessin animé basé sur la vie de la chanteuse, Clube da Anittinha. Floresta Music & Touring est une entreprise spécialisée dans la gestion et la publication internationale d'artistes brésiliens.
En septembre 2019, la chanteuse devient cheffe de la créativité et de l'innovation chez Skol Beats, une marque d'Ambev, l'une des plus grandes brasseries du monde. Anitta a été active dans la discussion de la stratégie de marketing, des affaires et des innovations. Le contrat prévoit le lancement d'un produit auteur par an. Anitta a lancé, en collaboration avec la marque d'antitranspirant Rexona, une nouvelle ligne de produits Rexona by Anitta en 2019. En novembre 2022, la chanteuse est devenue le visage de toutes les campagnes Rexona 72h.
Le 16 janvier 2021, la chanteuse signe un partenariat avec la marque de produits véganes, Cadiveu Essentials, une ligne de réparation qui comprend cinq produits pour une routine de soins capillaires. Anitta, en plus de devenir l'égérie de la marque, a co-créé les produits de réparation véganes aux côtés de l'équipe de développement de produits de la marque.
Le 21 juin 2021, Anitta est annoncée comme membre du conseil d'administration de la néobanque Nubank, la plus grande banque fintech d'Amérique latine, en plus de participer aux réunions trimestrielles avec le conseil d'administration de l'entreprise pour aider aux décisions stratégiques concernant l'avenir et l'amélioration des services offerts par la fintech aux classes les plus vulnérables. Selon des informations provenant d'entretiens avec des dirigeants, la chanteuse a joué un rôle clé pour convaincre le conseil de l'importance de l'inscription de l'entreprise à la bourse brésilienne, la B3, ainsi que pour l'IPO prévue aux États-Unis. En outre, elle a soutenu l'idée de l'entreprise d'offrir des reçus d'actions gratuits, les BDR, à sa base de clients. Grâce à cette initiative, la fintech a gagné plus de 7,5 millions de partenaires. En août 2022, en raison de l'augmentation de l'emploi du temps de la chanteuse, en raison de son expansion mondiale, Anitta a demandé que sa participation au conseil ne soit pas renouvelée. Elle est ensuite devenue ambassadrice mondiale de la marque, dans le cadre du marketing de Nubank, la chanteuse a participé à la campagne de Nubank en tant que sponsor de la Coupe du monde 2022.
Le 23 mai 2022, en collaboration avec l'institution éducative Estácio, la chanteuse lance le cours en ligne Anitta Prepara, un cours axé sur l'entrepreneuriat. Anitta offre un mentorat et est soutenue par une équipe de professeurs de l'institution d'enseignement supérieur, tous spécialisés dans l'entrepreneuriat et l'innovation. Le 26 mai, la chanteuse a été annoncée comme partenaire de la foodtech brésilienne axée sur les viandes à base de plantes, Fazenda Futuro. Anitta participe à la gestion de l'entreprise, en plus de travailler sur des projets d'innovation qui aideront la marque à diffuser la consommation de viandes à base de plantes au Brésil et dans d'autres pays.
En tant que co-créatrice et en partenariat avec la société pharmaceutique Cimed, Anitta a lancé le 28 juillet 2022, la marque Puzzy By Anitta, qui est un parfum intime sans genre, avec plusieurs fragrances inspirées par la chanteuse. Le parfum intime, testé dermatologiquement et gynécologiquement, approuvé par Brazilian Health Regulatory Agency, a enregistré plus de 400 000 unités vendues et les prévisions indiquent un chiffre d'affaires de 50 millions de reais pour le premier semestre. La société a également mis le produit en vente à l'international aux États-Unis et en Amérique latine, en plus de la promesse de le rendre disponible en Europe, faisant de Puzzy by Anitta le premier produit Cimed vendu en dehors du Brésil.

## Discographie

### Albums studio
- 2013 : Anitta
- 2014 : Ritmo Perfeito
- 2015 : Bang!
- 2019 : Kisses
- 2022 : Versions of Me
- 2024 : Funk Generation

### EP
- 2018 : Solo
- 2022 : À procura da Anitta perfeita

## Tournées
- Turnê Show das Poderosas (2013–2014)
- Turnê Meu Lugar (2014–2016)
- Bang Tour (2016–2017)
- Kisses Tour (2019-2020)
- Euro Summer Tour (2022)
- Baile Funk Experience (2024)

## Filmographie

### Cinéma
| Année | Titre                      | Rôle              | Ref.    |
| ----- | -------------------------- | ----------------- | ------- |
| 2014  | Copa de Elite              | Helena Boccato    | [ 432 ] |
| 2014  | Didi e o Segredo dos Anjos | Deusa Soláris     |         |
| 2015  | Breaking Through           | Elle-même         | [ 433 ] |
| 2017  | Meus 15 Anos - O Filme     | Elle-même         |         |
| 2018  | Minha Vida em Marte        | Elle-même         | [ 434 ] |
| 2023  | Hitpig                     | Letícia dos Anjos | [ 435 ] |

### Séries
| Titre | Année | Rôle(s) | Chaîne d'origine | Ref.    |
| ----- | ----- | ------- | ---------------- | ------- |
| Élite | 2023  | -       | Netflix          | [ 436 ] |

### Télévision
(décembre 2024).
| Titre                                   | Année        | Rôle(s)                              | Chaîne             | Notes                                                                                                  | Ref.                    |
| --------------------------------------- | ------------ | ------------------------------------ | ------------------ | --- | ----------------------- |
| Amor à Vida                             | 2013         | Elle-même                            | TV Globo           | Épisode : 12 décembre 2013                                                                             | [ 437 ]                 |
| Sai do Chão                             | 2014         | Présentatrice                        | TV Globo           | Épisode : 19 janvier 2014                                                                              | [ 438 ]                 |
| Dança dos Famosos                       | 2014         | Participante                         | TV Globo           | Saison 11                                                                                              | [ 439 ]                 |
| Vai Que Cola                            | 2014         | Anitta (version fictive)             | Multishow          | Épisode : As Poderosas Épisode : Ausência de Anitta                                                    | [ 440 ]                 |
| Alto Astral                             | 2015         | Elle-même                            | TV Globo           | Épisode : 4 mai 2015                                                                                   | [ 441 ]                 |
| Osmar the First Slice of the Loaf       | 2015         | Pãonitta                             | Gloob              | Une parodie d'elle-même apparue dans l'épisode Show das Pãoderosas                                     | [ 442 ]                 |
| Tomara que Caia                         | 2015         | Policière Pereira                    | TV Globo           | Épisode : 19 juillet 2015                                                                              | [ 443 ]                 |
| TVZ                                     | 2015–18      | Présentatrice spéciale               | Multishow          | Épisode : 9 octobre 2015 Épisode : 14 janvier 2016 Épisode : 31 octobre 2016 Épisode : 12 octobre 2018 | [ 444 ] [ 445 ] [ 446 ] |
| Música Boa Ao Vivo                      | 2016–17      | Présentatrice de la troisième saison | Multishow          | Saison 3–4                                                                                             |                         |
| Chacrinha, o Eterno Guerreiro           | 2017         | Elle-même                            | Canal Viva         | Spécial des 100 ans de Chacrinha                                                                       |                         |
| The Tonight Show Starring Jimmy Fallon  | 2017         | Elle-même                            | NBC                | Invitée musicale : 25 mai 2017                                                                         | [ 447 ]                 |
| Adnight Show                            | 2017         | Elle-même                            | TV Globo           | Invitée musicale : 25 mai 2017                                                                         |                         |
| Anitta Entrou no Grupo                  | 2018–19      | Présentatrice                        | Multishow          | | [ 448 ]                 |
| La Voz... México                        | 2018         | Coach                                | Las Estrellas      | Saison 7                                                                                               | [ 449 ]                 |
| Clube da Anittinha                      | 2018–présent | Anittinha                            | Gloob              | Voix originale                                                                                         |                         |
| Vai Anitta                              | 2018         | Elle-même                            | Netflix            | Docusérie                                                                                              | [ 450 ]                 |
| Amor de Mãe                             | 2020         | Sabrina                              | TV Globo           | Épisodes : 82, 83, 84 et 85                                                                            | [ 451 ]                 |
| Anitta Dentro da Casinha                | 2020         | Présentatrice                        | Multishow          | |                         |
| The Late Late Show with James Corden    | 2020         | Elle-même                            | CBS                | Invitée musicale : 20 août 2020                                                                        |                         |
| Anitta: Made in Honório                 | 2020         | Elle-même                            | Netflix            | Docusérie                                                                                              |                         |
| The Tonight Show Starring Jimmy Fallon  | 2020         | Elle-même                            | NBC                | Invitée musicale : 23 septembre 2020                                                                   | [ 452 ]                 |
| Ilhados com Beats                       | 2021         | Elle-même                            | IGTV               | Télé-réalité                                                                                           |                         |
| Punk'd                                  | 2021         | Elle-même                            | The Roku Channel   | Anitta Doctor! With Anitta                                                                             | [ 453 ]                 |
| Today Show                              | 2021         | Elle-même                            | NBC                | Invitée musicale : 03 mai 2021                                                                         | [ 454 ]                 |
| Jimmy Kimmel Live!                      | 2021         | Elle-même                            | ABC                | Invitée musicale : 05 mai 2021                                                                         | [ 455 ]                 |
| 12 Hours With                           | 2021         | Elle-même                            | Facebook Watch     | Épisode : Dans la mission d'Anitta d'apporter le Brésil au monde                                       | [ 456 ]                 |
| Miley's New Year's Eve Party            | 2021         | Elle-même                            | NBC                | Performeuse : 31 décembre 2021                                                                         | [ 457 ]                 |
| Domingão                                | 2022         | Elle-même                            | TV Globo           | Invitée : 16 janvier 2022                                                                              | [ 458 ]                 |
| The Tonight Show Starring Jimmy Fallon  | 2022         | Elle-même                            | NBC                | Invitée : 31 janvier 2022                                                                              |                         |
| The Late Show with Stephen Colbert      | 2022         | Elle-même                            | CBS                | Invitée : 07 avril 2022                                                                                | [ 459 ]                 |
| Watch What Happens Live with Andy Cohen | 2022         | Elle-même                            | Bravo              | Invitée : 10 avril 2022                                                                                | [ 460 ]                 |
| Good Morning America                    | 2022         | Elle-même                            | ABC                | Invitée musicale : 15 avril 2022                                                                       | [ 461 ]                 |
| The Kelly Clarkson Show                 | 2022         | Elle-même                            | NBC                | Invitée : 10 avril 2022                                                                                | [ 462 ]                 |
| Legendary                               | 2022         | Juge invitée                         | HBO MAX            | Saison 3, Épisode 3                                                                                    | [réf. nécessaire]       |
| Carpool Karaoke: The Series             | 2022         | Elle-même                            | Apple TV+          | Saison 5, Épisode 3                                                                                    | [ 463 ]                 |
| Quotidien                               | 2022         | Elle-même                            | TF1                | Invitée : 25 juin 2022                                                                                 | [ 464 ]                 |
| Caldeirão                               | 2022         | Elle-même                            | TV Globo           | Invitée : 17 septembre 2022                                                                            | [ 465 ]                 |
| La Resistencia                          | 2022         | Elle-même                            | Movistar+          | Invitée : 07 novembre 2022                                                                             | [ 466 ]                 |
| Savage x Fenty Show Vol.4               | 2022         | Elle-même                            | Amazon Prime Video | Performeuse                                                                                            | [ 467 ]                 |
| Latin Grammy Awards                     | 2022         | Présentatrice                        | Univision          | La 23e cérémonie annuelle des Latin Grammy Awards                                                      | [ 468 ]                 |
| Amazon Music Live                       | 2022         | Elle-même                            | Amazon Prime Video | Performeuse                                                                                            | [ 469 ]                 |
| Big Brother Brasil 23                   | 2023         | Elle-même                            | TV Globo           | Performeuse                                                                                            | [ 470 ]                 |
| El Gordo y la Flaca                     | 2023         | Elle-même                            | Univision          | Invitée : 23 juin 2023                                                                                 | [ 471 ]                 |
| Que História É Essa, Porchat?           | 2023         | Elle-même                            | Globoplay          | Invitée : 04 juillet 2023                                                                              | [ 472 ]                 |
| Watch What Happens Live with Andy Cohen | 2023         | Elle-même                            | Bravo              | Invitée : 11 novembre 2023                                                                             | [ 473 ]                 |

### Voix francophones
En version française, Emmanuelle Bodin est la voix régulière d’Anitta depuis la série Élite.